# 溝下創
溝下 創（みぞした はじめ、1975年10月7日 - ）は、兵庫県尼崎市出身のミュージシャン。ラブハンドルズのギタリスト。その他サポートギター、楽曲提供、プロデュース等、活動の場を広げている。

## 略歴
1989年、B.B.キングを聴きギターに目覚め、シンガーソングライターとして活動を始める。
1999年、若林利和（ボーカル）と共にラブハンドルズを結成。
2002年1月23日、「月がきれい」でメジャー・デビュー。
2006年、Key.内倉健吾と共に溝下創×文化住宅を結成し、セルフカバーや昭和歌謡のカバーなど、Vo.としてもライブ活動を始める。
2015年から、くらうでぃあ（Hybrid Nostal-Hits Band）洋楽ヒットナンバーと昭和歌謡の名曲を掛け合わせた新ジャンルバンドでギターで参加（Twin Guitar ゴンガーシホ）。

## 作品
- CHABA　春－旅立ちの歌－（2005年2月23日）シングル

M-1. 春－旅立ちの歌－　打ち込み
- YUI　TOKYO（2006年1月18日）シングル

M-2. HELP　　ギター
- 我那覇美奈　風、光る（2006年4月26日）アルバム

M-4. グミの木　　作詞
- YUI　Rolling star（2007年1月17日）シングル

M-3. I remember you 〜YUI Acoustic Version〜　　ギター
- YUI　CAN'T BUY MY LOVE（2007年4月4日）アルバム

M-7. Thank you My teens　　ギター
- 秋山奈々　光と影のパレット（2007年4月18日）アルバム

M-3. 音のない海　　アレンジ
- 織田裕二　All my treasures（2007年7月25日）シングル　　作詞／作曲
- 竹井詩織里　documentary（2007年9月12日）ミニアルバム

M-4. セツナの光景　　作曲
- 水樹奈々　GREAT ACTIVITY（2007年11月14日）アルバム

M-7. ラストシーン　　作詞／作曲
- 玉城ちはる　針と波紋（2008年6月6日）ミニアルバム　　サウンドプロデュース
- 玉城ちはる　君が愛の種（2009年1月23日）シングル　　サウンドプロデュース
- アイドリング!!!　ベタな失恋〜渋谷に降る雪〜（2009年1月7日）シングル　　作曲／アレンジ
- 鈴村健一　Becoming（2009年10月7日）アルバム

M-11. レールウェイ　　作曲
- ロクセンチ　READY!STEADY!（2010年5月6日）アルバム

M-8. My Sweet Honey　編曲
- 大森洋平　ルルラララ（2010年5月）ライブ会場販売シングル

M-1. ルルラララ　録音／ミキシング
M-2. KISS　録音／ミキシング／E.Gt.
M-3. Hey! BLUE　録音／ミキシング
- 玉城ちはる　前をむいて（2010年7月8日）アルバム

M-1.〜M-4.　編曲　M-5.〜M-7.　ギター
- 平野一郎（ex.CHABA）
  - あなたに（2011年3月21日）ミニアルバム　サウンドプロデュース
  - 道（2011年3月21日）ミニアルバム　サウンドプロデュース
- YUI　Green a.live（2011年10月5日）シングル

M-1. Green a.live　ギター
- 大森洋平　6ヶ月連続、配信限定シングルリリース

マニマニ（2011年10月5日）　録音／ミキシング／A.Gt.
唇（2011年11月16日）　録音／ミキシング／E.Gt.
ふたり（2011年12月21日）　録音／ミキシング／A.Gt.
満月のあとに（2012年1月25日）　録音／ミキシング／打ち込み／Gt.
G.A.P（2012年2月29日）　録音／ミキシング／打ち込み／Gt.
花（2012年3月7日）　録音／ミキシング／打ち込み／Gt.
- 本夛マキ（ex.アナム&マキ）　境界線のメッセージ（2011年12月13日）ライブ会場販売

M-1. 境界線のメッセージ　　録音／ミキシング
- ロクセンチ　Rainy Step（2012年3月7日）アルバム

M-6. いつの間にこんな好きになっていたんだろう　E.Gt.／A.Gt.／ミキシング
- 清水翔太　Naturally（2012年3月21日）アルバム

M-7. your song　　ギター
- 大森洋平　Garden（2012年5月13日）アルバム　　サウンドプロデュース
- 喜多修平　君だけを（2012年11月21日）シングル

M-2. 君がいた季節　作詞／作曲／編曲
- 大森洋平　ふくおかフィナンシャルグループTVCMイメージソング　サウンドプロデュース

光になりたい／2013年
あなたを連れていく／2014年
LOVE MAN!／2015年
- サクラキック　WONDERFUL WORLD（2015年12月1日）アルバム

M-1. 風になりたい　作詞／作曲／編曲
M-2. Wonderful World　作詞／作曲／編曲
M-3. 夏のはじまり　作詞／作曲／編曲
M-4. 君の背中が好き　作詞／作曲／編曲
M-5. 副作用　作詞／作曲／編曲
M-6. ありふれた日々　作曲／編曲
- 大森洋平　「LIGHT THAT BEGINS FROM YOU」　ライブDVD　（2015年12月11日）　ギター出演／Live Mixed
- 大野賢治　絶対大野（2015年12月16日）アルバム

M-3. 微笑みの爆弾　ギター／編曲
M-4. 心に鍵をかけました　ギター／編曲
- 埼玉県宮代町制施行60周年記念ソング　雲の果てに（2015年12月）　作詞
- 大野賢治　TOUR2016 『絶対大野』-東宴-2016.3.5(土)@SHIMOKITAZAWA GARDEN　ライブDVD　（2016年6月29日）　ギター出演
- 常盤ゆい　（2017年4月）ライブ会場限定販売音源

M-1. Seize My Day　作曲／編曲
M-2. ひだまりの箱　作曲／編曲
- 水瀬いのり　アイマイモコ（2017年8月9日）シングル

M-3. 夏夢　ギター
- ゆりやんレトリィバァ　ロート製薬　恋する肌キュンmovie 第2弾（2017年10月24日 - ）

CMソング「友達失格」サウンドプロデュース